# Sassey
Sassey település Franciaországban, Eure megyében. Lakosainak száma 198 fő (2022. január 1.). Sassey Huest községgel határos.

## Népesség
A település népessége az elmúlt években az alábbi módon változott:
| Lakosok száma | 49   | 139  | 191  | 166  | 179  | 184  | 192  | 192  | 194  | 198  |
|               | 1968 | 1982 | 1990 | 2006 | 2013 | 2015 | 2017 | 2019 | 2020 | 2022 |